# Observatoire de Poulkovo
L’observatoire astronomique de Poulkovo (en russe : Пу́лковская Астрономи́ческая обсервато́рия) est le principal observatoire astronomique de l'Académie des sciences de Russie. Il est situé à 19 km au sud de Saint-Pétersbourg, sur les hauteurs de Poulkovo, à 75 m d'altitude. Il fait partie du patrimoine mondial protégé par l'UNESCO au sein du bien intitulé « Centre historique de Saint-Pétersbourg et ensembles monumentaux annexes ».

## Histoire
L'observatoire, dessiné par Alexandre Brioullov, ouvrit ses portes en 1839. Il fut d'abord destiné à servir le scientifique russe d'origine allemande  Vassili Iakovlevitch Struve, qui en devint le premier directeur. Son fils Otto Vassilievitch Struve l'y remplaça en 1861.
L'observatoire est équipé d'une lunette astronomique de 38 cm — la plus grande du monde lors de sa construction — et des meilleures technologies de l'époque. Le principal objectif de cet observatoire était la détermination des coordonnées d'étoiles doubles et de certaines constantes astronomiques, telles que la durée de précession ou de nutation de la Terre, des aberrations et réfractions. Il fut également utilisé pour mener des études géographiques sur le territoire russe, et dans le développement de la navigation. Son catalogue d'étoiles, contenant les positions précises de 374, puis 558 d'entre elles, fut rédigé en 1845, 1865, 1885, 1905 et 1930.
Afin d'observer les étoiles du sud, qui ne pouvaient être vues depuis la latitude de l'observatoire, les scientifiques travaillaient en collaboration avec deux stations. La première était située dans la ville de Simeïz en Crimée (observatoire de Simeïz). La seconde était une station astronomique à Mykolaïv, aujourd'hui en Ukraine — anciennement un observatoire du département de la Navale.

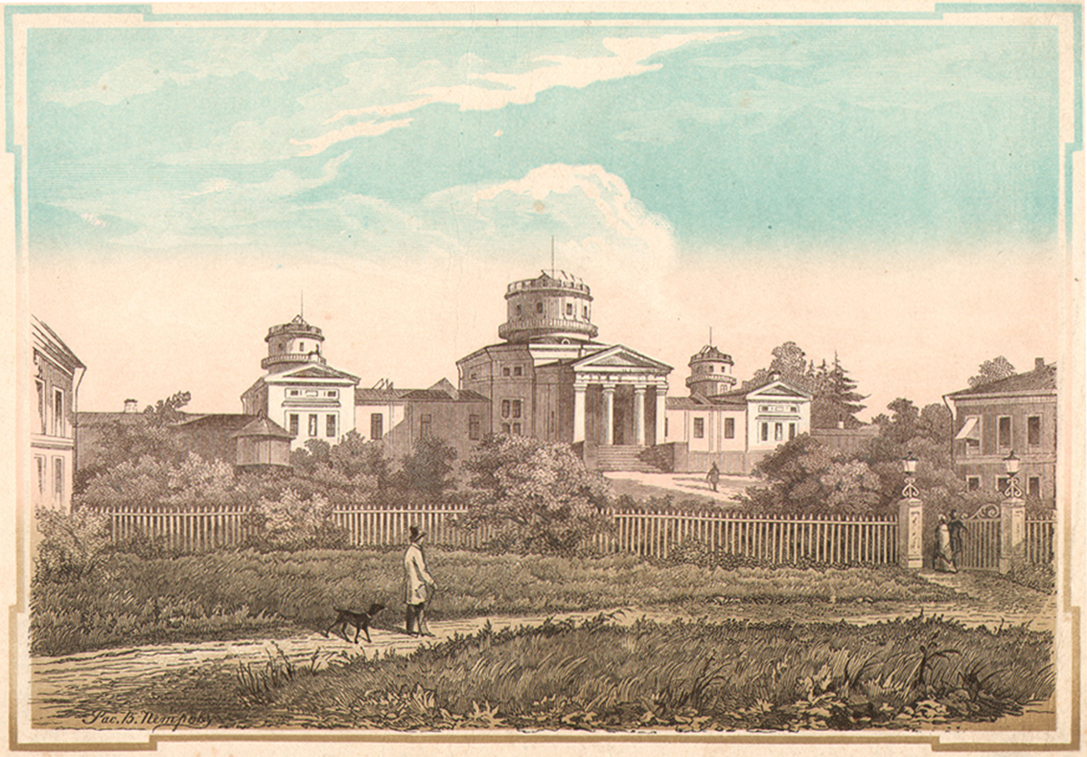
L'observatoire de Poulkovo. 1855.

Le personnel de l'observatoire fut grandement affecté par les Grandes Purges, et de nombreux astronomes de l'observatoire de Poulkovo, y compris le directeur Boris Guerassimovitch, furent arrêtés et exécutés vers la fin des années 1930 lors de l'affaire de Poulkovo.
L'observatoire était une cible de choix des bombardements de la Seconde Guerre mondiale. Tous les bâtiments furent détruits. Les instruments principaux furent sauvés in extremis et conservés à Léningrad, y compris le télescope et le contenu de la bibliothèque. Le 5 février 1997, près de 1 500 des 3 852 livres furent détruits par un incendie criminel — le reste fut endommagé par les flammes, la fumée ou l'eau des pompiers.
Avant même la fin de la guerre, le gouvernement soviétique décida de reconstruire l'observatoire. En 1946, les travaux débutèrent après avoir nettoyé le terrain. L'observatoire ouvrit à nouveau ses portes en mai 1954. Il avait non seulement été reconstruit, mais largement complété, en termes de technologie, de personnel et de domaines d'étude.